# Поляковка (Давлекановський район)
Поляко́вка (рос. Поляковка, башк. Поляковка) — село у складі Давлекановського району Башкортостану, Росія. Адміністративний центр Поляковської сільської ради.
Населення — 384 особи (2010; 393 в 2002).
Національний склад:
- росіяни — 76 %